# Araneus lithyphantiformis
Araneus lithyphantiformis är en spindelart som först beskrevs av Kishida 1910.  Araneus lithyphantiformis ingår i släktet Araneus och familjen hjulspindlar. Inga underarter finns listade i Catalogue of Life.